# Wenn vier dasselbe tun
Wenn vier dasselbe tun er en tysk stumfilm fra 1917 af Ernst Lubitsch.

## Medvirkende
- Emil Jannings som Segetoff
- Ossi Oswalda
- Margarete Kupfer som Frau Lange
- Fritz Schulz som Tobias Schmalzstich
- Victor Janson